# マルク・ガソル
マルク・ガソル・サエス（Marc Gasol i Sáez , 1985年1月29日 - ）は、スペインのカタルーニャ州バルセロナ出身の元プロバスケットボール選手。NBAのメンフィス・グリズリーズなどで活躍し、現在はバスケット・ジローナのオーナーと社長を兼任している。ポジションはセンター。元NBA選手のパウ・ガソルの実弟である。

## 家族・生い立ち
両親と兄と弟の5人家族。マルクは次男にあたる。
看護師の父親(Agustí Gasol/アグスティー・ガソル)と、医師の母親(Marisa Sáez/マリサ・サエス)の次男として生まれる。両親は共にスペイン国内プロリーグの下部組織でプレー経験のある元・バスケットボール選手。
4歳年上の長男(パウ・ガソル)も、同じくプロバスケットボール選手でスペイン代表。
そして、1994年には3男となるAdrià Gasol(アドリアー・ガソル)が誕生。3男はテネシー州メンフィスの高校を経て現在はUCLAに通っており、2人の兄と同じくプロバスケ選手への道を目指している。

## スペイン時代

### 下部組織時代・アメリカ留学
兄のパウも所属した、生まれ故郷のサン・ボイ・ダ・リュブラガートのバスケチーム(Cantera Basquet Llor Sant Boi)に自らも入団し、バスケットボールを始める。その後、兄と全く同じように地元近くの名門FCバルセロナのユースチームにスカウトされ、入団。
2001年、兄のパウ・ガソルがNBAにドラフトされ、メンフィス・グリズリーズに入団すると、アメリカでの生活に不慣れなパウの為に家族皆で渡米。この際、マークはメンフィスにあるローザン高校に編入。そこのバスケットボール部で活躍する。
2003年に卒業すると、母国スペインに帰国。FCバルセロナのジュニアチームに復帰。
その後間もなくトップチームに昇格し、プロデビューを果たす。

### プロデビュー

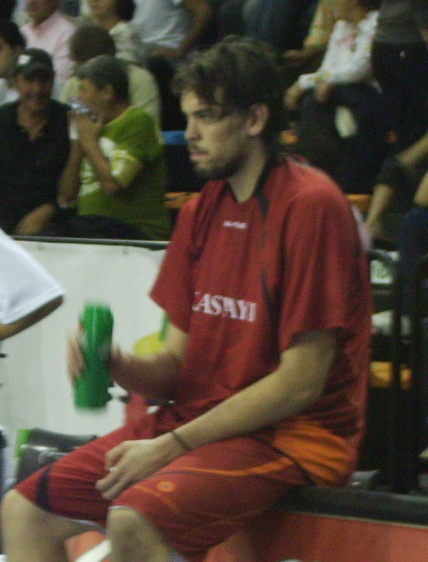
CBジローナ在籍時のマルク

2003年に、兄と同じFCバルセロナでプロデビューすると、その後2年間同チームでプレー。
2006年、スペインA代表に選出され代表デビュー。この年日本で開催された世界選手権にスペインA代表として参加。兄(パウ・ガソル)とともに優勝に貢献した。そして次第にNBAのスカウトの目に留まるようになった。
2006-2007シーズンは、同じリーガACBに所属するCBジローナへレンタル移籍。シーズン終了後、2007年のNBAドラフトにエントリーすると、ロサンゼルス・レイカーズから、2巡目全体48位で指名されるが、所属チームとの契約が残っている為、このシーズン終了後のNBA入りは見送った。
2007年、北京オリンピックの大陸予選を兼ねた2年に1度のバスケの祭典ユーロバスケットが母国スペインで開催され、2006年に世界選手権を制覇した時と全く同じメンバー、監督でスペイン初の優勝を狙うが、決勝戦でキリレンコ率いるロシア代表に敗れ涙の銀メダル。
CBジローナでの2年目となった2007-08シーズンは獅子奮迅の活躍でリーガACBのシーズンMVPを獲得。
2008年、引き続きスペインA代表に兄(パウ・ガソル)と共に選出され、同年に行われた北京オリンピックに出場。決勝戦でアメリカ代表に敗れるものの見事銀メダル獲得。
その後、自らの保有権を持つメンフィス・グリズリーズ兄パウのトレードによりクワミ・ブラウン、ジャバリス・クリッテントン、アーロン・マッキーの契約、ドラフト1巡目指名権×2等と交換でメンフィス・グリズリーズに交渉権が移り、3年972万ドルで契約し、入団。

## NBA

### メンフィス・グリズリーズ
NBAルーキーシーズンとなった2008-09シーズンは、82試合にフル出場し、平均11点、7.4リバウンドを記録。オールルーキー2ndチームに選出された。
2009-10シーズンからは、ザック・ランドルフが加入。NBA屈指のフロントラインが形成された。自身は13試合に欠場したものの、平均14.6点、9.3リバウンドと成績を伸ばし、チームも前シーズンの24勝58敗から40勝42敗と盛り返した。
2010-11シーズンは、ガソル自身の成績は落ちたものの、チームは46勝36敗の成績を残し、ウェスタンカンファレンス8位で2006年以来のプレーオフ進出を果たし、ファーストラウンドで第1シードのサンアントニオ・スパーズを4勝2敗で下すという快挙を成し遂げた。
2011年オフに制限付きFAとなったが、NBAがロックアウトに入ったために、FA交渉は先伸ばしになる。
そして、ロックアウトが解除された12月、ヒューストン・ロケッツが4年5800万ドルの巨額契約を提示し、ガソルはロケッツのオファーシートにサインしたが、すかさずメンフィス・グリズリーズが同額の契約を提示し、グリズリーズ残留が決まった。
迎えた2011-12シーズンは、自身初のNBAオールスターゲームに出場した。
2012-13シーズンは、オールNBA2ndチーム、オールディフェンシブ2ndチームに選出され、NBA最優秀守備選手賞も受賞するなど、自己最高のシーズンを送った。

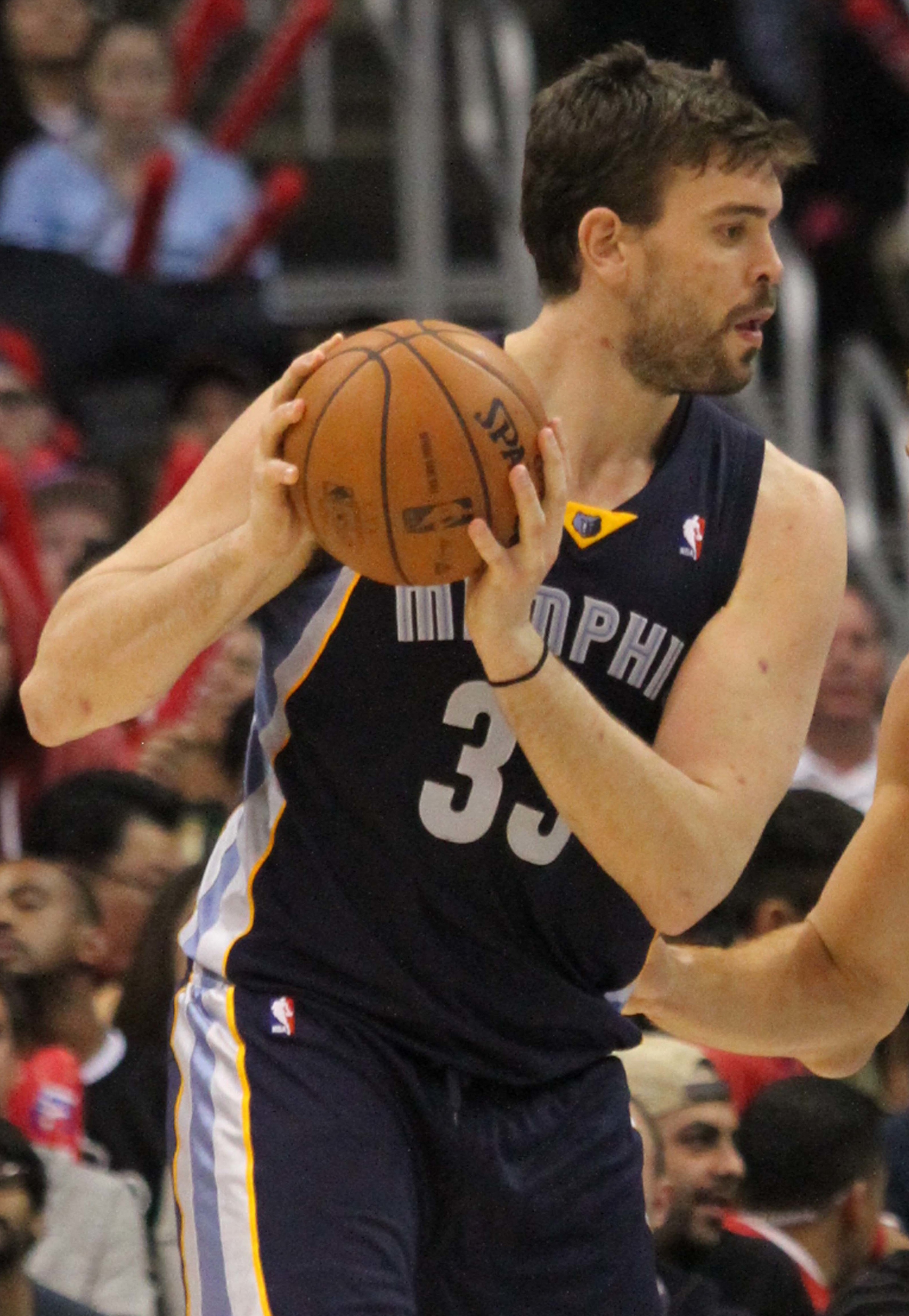
メンフィス・グリズリーズでのガソル (2013年)

2014-15シーズンは、オフに減量してシーズンに挑み、攻守両面で獅子奮迅の活躍を見せ、チームを牽引。当シーズンの活躍もあり、2015年NBAオールスターゲームのファン投票では、ウエスタンカンファレンスのフォワード部門で2位に入り、2012年以来のオールスターゲーム出場でスターターを務めることが決定。なお、パウ・ガソルもイースタンカンファレンスのフォワード部門で2位に入ったために、兄弟でオールスターゲームでスターターで出場し、パウと共に試合前に記念のティップオフを行った。そしてオフには5年1億1000万ドルという巨額契約で再契約した。
大型契約を締結し迎えた2015-16シーズンは、12月1日のニューオーリンズ・ペリカンズ戦で、自己最多の38得点を記録した。しかし、2016年2月9日のポートランド・トレイルブレイザーズ戦で、右足を骨折。全治4~6ヶ月と診断され、残り全試合を欠場することになり、同年のリオデジャネイロオリンピックも欠場を余儀無くされた。
2016-17シーズンは、前述の重傷も完治しグリズリーズを牽引。2017年1月25日のトロント・ラプターズ戦では、自己最高の42得点を記録した。同シーズンは自身3度目のNBAオールスターゲームにも出場。4月22日のプレーオフ1stラウンドのサンアントニオ・スパーズ戦の第4戦では、延長第1クォーター残り数秒の場面で、決勝ジャンプシュートを決めた。
2017-18シーズンは、2017年10月21日のゴールデンステート・ウォリアーズ戦で34得点14リバウンドを記録し、前シーズンチャンピオンチームからの勝利の原動力となった。2017年11月24日のデンバー・ナゲッツ戦でキャリアハイの14アシストを決めた。2018-19シーズン、2019年1月23日、シャーロット戦ではキャリアハイとなる17リバウンドを記録した。

### トロント・ラプターズ

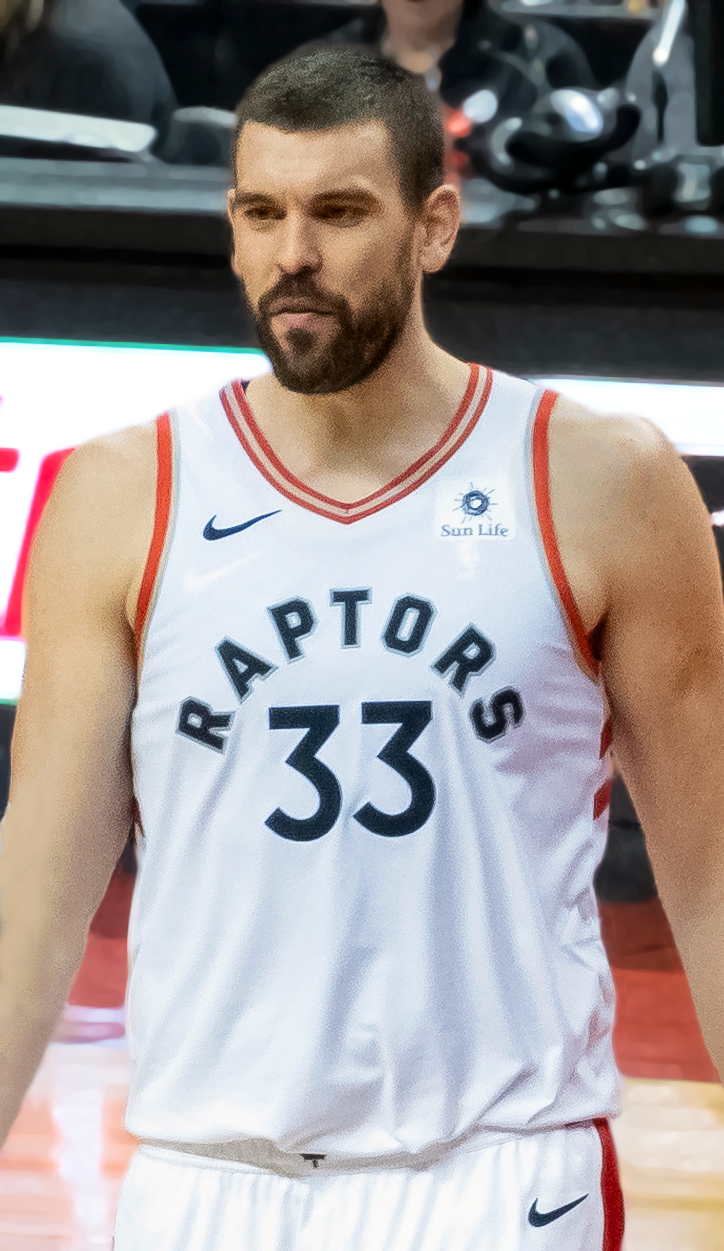
トロント・ラプターズでのガソル (2019年)

2019年2月7日、ヨナス・バランチュナス、C・J・マイルズ、デロン・ライト、2024年のドラフト2巡目指名権との交換でトロント・ラプターズに移籍。プレーオフでチームはNBAファイナルまで勝ち進み、ゴールデンステート・ウォリアーズとのファイナルでは、第1戦で20得点、第5戦でも17得点を挙げるなど、チームの勝利に貢献、優勝を決めた第6戦では僅か3得点に終わるも、9つのリバウンドを記録、NBAチャンピオンを獲得した。兄のパウ・ガソルも2009年と2010年にNBAチャンピオンを獲得しており、NBA初の兄弟が優勝を経験したこととなった。チャンピオンリングの裏側には「GRIT&GLIND」とメンフィスのチームスローガンが彫られている。

### ロサンゼルス・レイカーズ
2020年11月24日ロサンゼルス・レイカーズと2年契約を結んだ。しかし、全ての成績で自己最低の出来に終始し、シーズン終盤にアンドレ・ドラモンドが加入して以降はベンチが定位置になってしまった。

## 母国リーグに復帰
2021年9月10日に王哲林の交渉権と将来のドラフト2巡目指名権とのトレードでグリズリーズに放出され、15日に解雇された。以降リーガACB復帰の噂が浮上するも、古巣のFCバルセロナはクラブの深刻な財政難の関係で契約する事が出来ず、実現には至らず。11月には自身がオーナーを務めるバスケット・ジローナに復帰する見通しだと報じられた。その後同月25日にバスケット・ジローナで現役続行することが発表。12月3日のCBペーニャス・ウエスカ戦で復帰戦に出場。19得点16リバウンドを記録し、81-47で勝利し、復帰戦を飾った。

## 現役引退へ
2024年1月31日に現役引退を発表。これを受けてグリズリーズは、2月1日にガソルがグリズリーズ時代に着用していた背番号『33』を永久欠番に認定すると発表した。

## プレースタイル
ポストプレーではNBA屈指の力強さを誇り、さらにパスセンスにも優れている。2013年には最優秀守備選手賞を受賞しているなどディフェンダーとしても優れた実力を発揮している。

## 個人成績

### レギュラーシーズン
| シーズン     | チーム       | GP  | GS  | MPG  | FG%  | 3P%  | FT%  | RPG | APG | SPG | BPG | TO  | PPG  |
| ------------ | ------------ | --- | --- | ---- | ---- | ---- | ---- | --- | --- | --- | --- | --- | ---- |
| 2008–09      | MEM          | 82  | 75  | 30.7 | .530 | .000 | .733 | 7.4 | 1.7 | .8  | 1.1 | 2.0 | 11.9 |
| 2009–10      | MEM          | 69  | 69  | 35.8 | .581 | .000 | .670 | 9.3 | 2.4 | 1.0 | 1.6 | 2.0 | 14.6 |
| 2010–11      | MEM          | 81  | 81  | 31.9 | .527 | .429 | .748 | 7.0 | 2.5 | .9  | 1.7 | 1.8 | 11.7 |
| 2011–12      | MEM          | 65  | 65  | 36.5 | .482 | .083 | .748 | 8.9 | 3.1 | 1.0 | 1.9 | 1.9 | 14.6 |
| 2012–13      | MEM          | 80  | 80  | 35.0 | .494 | .071 | .848 | 7.8 | 4.0 | 1.0 | 1.7 | 2.0 | 14.1 |
| 2013–14      | MEM          | 59  | 59  | 33.4 | .473 | .182 | .768 | 7.2 | 3.6 | 1.0 | 1.3 | 1.9 | 14.6 |
| 2014–15      | MEM          | 81  | 81  | 33.2 | .494 | .176 | .795 | 7.8 | 3.8 | .9  | 1.6 | 2.2 | 17.4 |
| 2015–16      | MEM          | 52  | 52  | 34.4 | .464 | .667 | .829 | 7.0 | 3.8 | 1.0 | 1.3 | 2.3 | 16.6 |
| 2016–17      | MEM          | 74  | 74  | 34.2 | .459 | .388 | .837 | 6.3 | 4.6 | .9  | 1.3 | 2.2 | 19.5 |
| 2017–18      | MEM          | 73  | 73  | 33.0 | .420 | .341 | .834 | 8.1 | 4.2 | .7  | 1.4 | 2.7 | 17.2 |
| 2018–19      | MEM          | 53  | 53  | 33.7 | .444 | .344 | .756 | 8.6 | 4.7 | 1.1 | 1.2 | 2.2 | 15.7 |
| 2018–19      | TOR          | 26  | 19  | 24.9 | .465 | .442 | .769 | 6.6 | 3.9 | .9  | .9  | 1.4 | 9.1  |
| 2019–20      | TOR          | 44  | 43  | 26.4 | .427 | .385 | .735 | 6.3 | 3.3 | .8  | .9  | 1.3 | 7.5  |
| 2020–21      | LAL          | 52  | 42  | 19.1 | .454 | .410 | .720 | 4.1 | 2.1 | .5  | 1.1 | 1.0 | 5.0  |
| キャリア     | キャリア     | 891 | 866 | 32.2 | .481 | .360 | .776 | 7.4 | 3.4 | .9  | 1.4 | 2.0 | 14.0 |
| オールスター | オールスター | 3   | 1   | 20.0 | .556 | .000 | .000 | 7.6 | 3.3 | 1.0 | .3  | 4.0 | 6.6  |

### プレーオフ
| シーズン | チーム   | GP | GS | MPG  | FG%  | 3P%  | FT%  | RPG  | APG | SPG | BPG | TO  | PPG  |
| -------- | -------- | -- | -- | ---- | ---- | ---- | ---- | ---- | --- | --- | --- | --- | ---- |
| 2011     | MEM      | 13 | 13 | 39.9 | .511 | .000 | .699 | 11.2 | 2.2 | 1.1 | 2.2 | 2.0 | 15.0 |
| 2012     | MEM      | 7  | 7  | 37.3 | .522 | .000 | .791 | 6.7  | 3.1 | .3  | 1.9 | 1.9 | 15.1 |
| 2013     | MEM      | 15 | 15 | 40.6 | .454 | ---  | .800 | 8.5  | 3.2 | .9  | 2.2 | 1.2 | 17.2 |
| 2014     | MEM      | 7  | 7  | 42.7 | .405 | .000 | .794 | 7.7  | 4.4 | 1.7 | .9  | 1.7 | 17.3 |
| 2015     | MEM      | 11 | 11 | 37.8 | .394 | .000 | .852 | 10.3 | 4.5 | .9  | 1.7 | 1.5 | 19.7 |
| 2017     | MEM      | 6  | 6  | 40.0 | .470 | .583 | .939 | 6.5  | 4.2 | .3  | .7  | 2.5 | 19.3 |
| 2019     | TOR      | 24 | 24 | 30.6 | .422 | .382 | .870 | 6.4  | 3.0 | .9  | 1.1 | .9  | 9.4  |
| 2020     | TOR      | 11 | 11 | 20.7 | .391 | .185 | .733 | 4.4  | 2.6 | .5  | .6  | 1.5 | 6.0  |
| 2021     | LAL      | 5  | 1  | 17.4 | .615 | .636 | .750 | 3.8  | 3.0 | .8  | .8  | .8  | 5.2  |
| キャリア | キャリア | 99 | 95 | 34.3 | .444 | .366 | .808 | 7.5  | 3.2 | .8  | 1.4 | 1.6 | 13.4 |